# Thornton Peak
Thornton Peak – góra wznosząca się nad Daintree Rainforest, wysoka na 1374 metry. Znajduje się 80km na północny zachód od Cairns, w zalewni Daintree River. To czwarty pod względem wysokości szczyt w Queensland, po górze Bartle Frere, Mount Bellenden Ker i Mount Superbus. Lokalna nazwa wzniesienia to Wundu. 
Szczyt porasta las deszczowy i jest domen dla wielu endemicznych gatunków. Góra ta jest jedną z trzech zamieszkiwanych przez pseudochirulus cinereus. Grupa naukowców zasugerowała, że Thornton Peak jest realnym kandydatem do przeniesienia niektórych gatunków, które ze względu na zmianę klimatu wymagają chłodniejszych temperatur.